# بوب ريس
بوب ريس (بالإنجليزية: Bob Reiss)‏ (13 نوفمبر 1951، نيويورك في الولايات المتحدة)؛ صحفي، كاتب وروائي أمريكي.